# 10.5: Apocalypse
10.5: Apocalypse  é um minissérie da televisão americana exibida em 2006, escrita e dirigida por John Lafia. A produção é uma sequência da minissérie de 2004, 10.5.
Produzida e filmada no Canadá (Montreal e Quebec em junho de 2005), seu enredo trata de desastres sísmicos catastróficos, incluindo terremotos, erupções vulcânicas, tsunamis e sumidouros, todos desencadeados por um terremoto apocalíptico.

## Elenco (lista incompleta)
- Kim Delaney.....Dr. Samantha "Sam" Hill
- Carlos Bernard.....Dr. Miguel Garcia
- Oliver Hudson.....Will Malloy
- Fred Ward.....Roy Nolan
- Carly Pope.....Laura Malloy
- Frank Langella.....Dr. Earl Hill
- Beau Bridges.....presidente dos Estados Unidos Paul Hollister